# Lycoriella janetscheki
Lycoriella janetscheki är en tvåvingeart som först beskrevs av Franz Lengersdorf 1953.  Lycoriella janetscheki ingår i släktet Lycoriella och familjen sorgmyggor.
Artens utbredningsområde är Österrike. Inga underarter finns listade i Catalogue of Life.